# Olga Homeghi

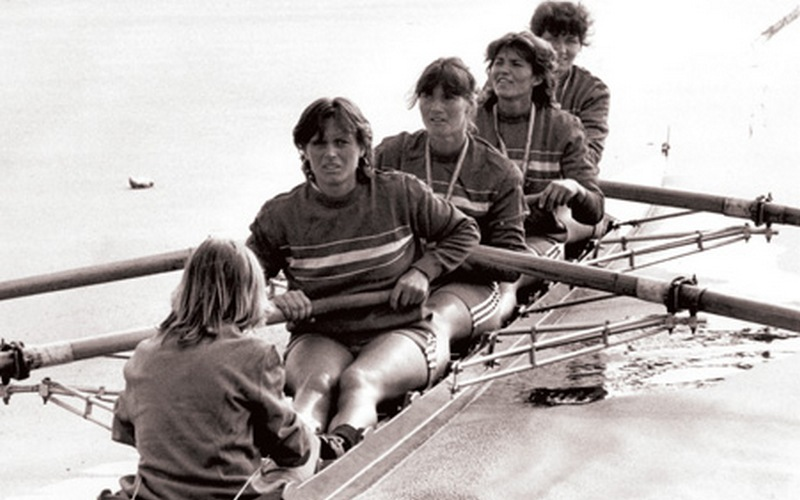
Echipa de canotaj 4+1 rame la JO 1984

Olga Homeghi (devenită Bularda, dupa prima casatorie și Ioniță, dupa cea de-a doua; n. 1 mai 1958, Fieni, România) este o canotoare română, dublu laureată cu aur la Los Angeles 1984 și Seul 1988.

## Distincții
- Ordinul „Meritul Sportiv” clasa a III-a (15 aprilie 1981) „pentru rezultatele deosebite obținute la Jocurile olimpice de vară de la Moscova — 1980, precum și pentru contribuția adusă la dezvoltarea activității sportive și la creșterea prestigiului sportului românesc pe plan internațional”[4]